# Association sportive Lokole
Maillots
Actualités
L'AS Lokole est un de club football Congolais basé à Bumba dans le Mongala.

## Histoire
Le club est créé en 1952 par le portugais Ferreira sous le nom de Benfica, ensuite change de nom pour devenir Lokole alias Bipapola. Ses supporters se retrouvent tous les coins de Bumba surtout au Nord-Est dans le quartier des États-Unis, où ils sont majoritaires.
Depuis 2015, le club est présidé par Blaise Ambwa,.
Lors de la saison 2019-2020, la Fecofa décide d'arrêter toutes les activités en raison de la pandémie de Covid-19. L'AS Lokole n'est pas promue en Ligue 2, malgré sa première position à l'issue de la phase aller avec 36 points en 13 matchs joués. C'est à la place le FC Salongo qui monte en Ligue 2,.

## Palmarès
- LIFÉQUA (1) :
  - Vainqueur : 2007.